# La Cabrera
La Cabrera é um município da Espanha na província e comunidade autónoma de Madrid, de área 22,40 km² com população de 2314 habitantes (2007) e densidade populacional de 96,09 hab/km².

## Demografia
| Variação demográfica do município entre 1991 e 2004 | Variação demográfica do município entre 1991 e 2004 | Variação demográfica do município entre 1991 e 2004 | Variação demográfica do município entre 1991 e 2004 |
| --------------------------------------------------- | --------------------------------------------------- | --------------------------------------------------- | --------------------------------------------------- |
| 1991                                                | 1996                                                | 2001                                                | 2004                                                |
| 1017                                                | 1337                                                | 1837                                                | 2139                                                |